# Bukpyeong
Bukpyeong  (북평면?, 北坪面?, Bukpyeong-myeonLR, Pukp'yŏng-myŏnMR) è una cittadina (Myeon) sudcoreana della contea di Jeongseon, nella provincia di Gangwon. Il clima è generalmente di tipo continentale.

## Sport
La località è sede dell'arena alpina di Jeongseon, una delle sedi dei Giochi olimpici invernali del 2018.